# 9327 Дюрбек
9327 Дюрбек  (9327 Duerbeck) — астероїд головного поясу, відкритий 26 вересня 1989 року.
Тіссеранів параметр щодо Юпітера — 3,273.